# امیل کوستادینف
امیل کوستادینف (بلغاری: Емил Любчов Костадинов؛ زادهٔ ۱۲ اوت ۱۹۶۷) یک ورزشکار اهل بلغارستان است.
از باشگاه‌هایی که در آن بازی کرده‌است می‌توان به بایرن مونیخ، باشگاه فوتبال زسکا صوفیه، و دپورتیوو لاکرونیا، فنرباغچه، پورتو، باشگاه فوتبال زسکا صوفیه، و ماینتس ۰۵، تیم ملی فوتبال بلغارستان، دپورتیوو لاکرونیا، باشگاه فوتبال زسکا صوفیه، و ماینتس ۰۵ اشاره کرد.
وی همچنین در تیم ملی فوتبال بلغارستان بازی کرده است.